# Vivans
Vivans település Franciaországban, Loire megyében. Lakosainak száma 231 fő (2022. január 1.). Vivans Chenay-le-Châtel, Changy, Noailly, La Pacaudière, Saint-Forgeux-Lespinasse és Melay községekkel határos.

## Népesség
A település népessége az elmúlt években az alábbi módon változott:
| Lakosok száma | 365  | 306  | 262  | 250  | 236  | 232  | 230  | 224  | 224  | 231  |
|               | 1968 | 1982 | 1990 | 2006 | 2013 | 2015 | 2017 | 2019 | 2020 | 2022 |